# Planell de Petit
El Planell de Petit, és una plana de muntanya del terme municipal de Castell de Mur, a l'antic terme de Mur, al Pallars Jussà. Es troba en territori del poble de Vilamolat de Mur.
És situat al sud-oest de Vilamolat de Mur, just al sud de les Boïgues de Petit, a llevant de la Font del Segalar i a ponent de la Planta de Josep, al sud i per damunt de la carretera.